# Otto Henning (Schauspieler)
Otto Henning (* 27. Januar 1884 in Wiesbaden; † 21. Februar 1950 ebenda) war ein deutscher Theater- und Filmschauspieler, Theaterregisseur und Intendant.

## Leben und Wirken
Der Sohn eines Prokuristen der Chemiefabrik Hoechst sollte auf Wunsch des Vaters Chemie studieren, schlug jedoch bereits 1902 in Trier die Schauspiellaufbahn ein. Es folgten Bühnenstationen in Bromberg, Nürnberg und Riga, ehe er von Ludwig Barnay 1909 nach Hannover verpflichtet wurde. Nach sieben Jahren folgte Henning einem Ruf nach Stralsund, wo er von 1916 bis Kriegsende 1918 als Regisseur und Intendant wirkte. 1918/19 wirkte Otto Henning als Oberregisseur am Neuen Theater in Frankfurt am Main und 1919/20 als Theaterdirektor und Regisseur in Marburg. 1920 folgte er einem Ruf ans Stadttheater von Altona bei Hamburg, wo Henning als stellvertretender Intendant und Oberregisseur wirkte.
Nach nur einer Spielzeit ließ sich Henning 1921 in Basel nieder. Dort war er bis 1925 erneut als Intendant und Oberregisseur tätig. Selbige Position nahm der gebürtige Wiesbadener auch an seiner nächsten Theaterstation in Barmen-Elberfeld ein. Nach drei Jahren kehrte Henning 1928 nach Altona zurück, wo er als künstlerischer Leiter und Oberregisseur wirkte, ehe ihn die soeben an die Macht gekommenen Nationalsozialisten 1933 kurzerhand absetzten. Henning blieb die folgenden Jahren aus politischen Gründen stark unterbeschäftigt; erst mit seiner Berufung zum Intendanten des kleinen Plaza-Theaters in Berlin nahm seine Kaltstellung 1936 ein Ende. Nach 1938 war Otto Henning zumeist als Gastspielkünstler (Schauspiel wie auch Regie) tätig.
Seine größten schauspielerischen Theatererfolge absolvierte Otto Henning u. a. mit dem König Lear, dem König Philipp, dem Mephisto und dem John Gabriel Borkman. Von 1937 bis 1942 war Otto Henning obendrein ein gut beschäftigter Filmschauspieler. In zahlreichen, zum Teil politisch stark tendenziösen Produktionen des Dritten Reichs verkörperte er Nebenrollen, überwiegend gravitätische Personen: Es handelte sich dabei um Honoratioren wie ein Jachtkapitän, ein Stabsarzt, ein Minister, ein General und ein Gerichtsvorsitzender in Veit Harlans berüchtigtem Jud Süß-Film.
Bei Kriegsende 1945 wurde Otto Henning mit der Leitung der Berufsberatungsstelle in Berlin betraut; in dieser Funktion oblag ihm die schauspielerische Nachwuchsprüfung. 1946 wurde Henning vom hessischen Ministerpräsidenten Karl Geiler dazu berufen, das Hessische Staatstheater Wiesbaden zu leiten. Generalintendant Henning übernahm diese Aufgabe bis 1949. „Es waren Jahres des Neuaufbaus, voll von Nöten und Sorgen, aber auch gekrönt von schönen Erfolgen“ wie es in einem Nachruf im Deutschen Bühnen-Jahrbuch von 1951 hieß. Wenig später ist an selbiger Stelle zu lesen: „Der Neuaufschwung des Staatstheaters, besonders der Oper, der er vorstand, war ein Verdienst auch an seiner Heimatstadt“.

## Filmografie
- 1937: Das Geheimnis um Betty Bonn
- 1938: Heimat
- 1938: Am seidenen Faden
- 1938: Verliebtes Abenteuer
- 1938: Zwei Frauen
- 1938: Im Namen des Volkes
- 1939: Der Gouverneur
- 1939: Robert und Bertram
- 1939/41: Pedro soll hängen
- 1940: Jud Süß
- 1940/42: Der große König
- 1942: Diesel
- 1943: Du gehörst zu mir

## Einzelnachweis
1. ↑  Deutsches Bühnen-Jahrbuch, 59. Jahrgang 1951, S. 84

| Personendaten    | Personendaten                                                           |
| ---------------- | ----------------------------------------------------------------------- |
| NAME             | Henning, Otto                                                           |
| KURZBESCHREIBUNG | deutscher Theater- und Filmschauspieler, Theaterregisseur und Intendant |
| GEBURTSDATUM     | 27. Januar 1884                                                         |
| GEBURTSORT       | Wiesbaden                                                               |
| STERBEDATUM      | 21. Februar 1950                                                        |
| STERBEORT        | Wiesbaden                                                               |